# Marie Skuratovová-Bělská

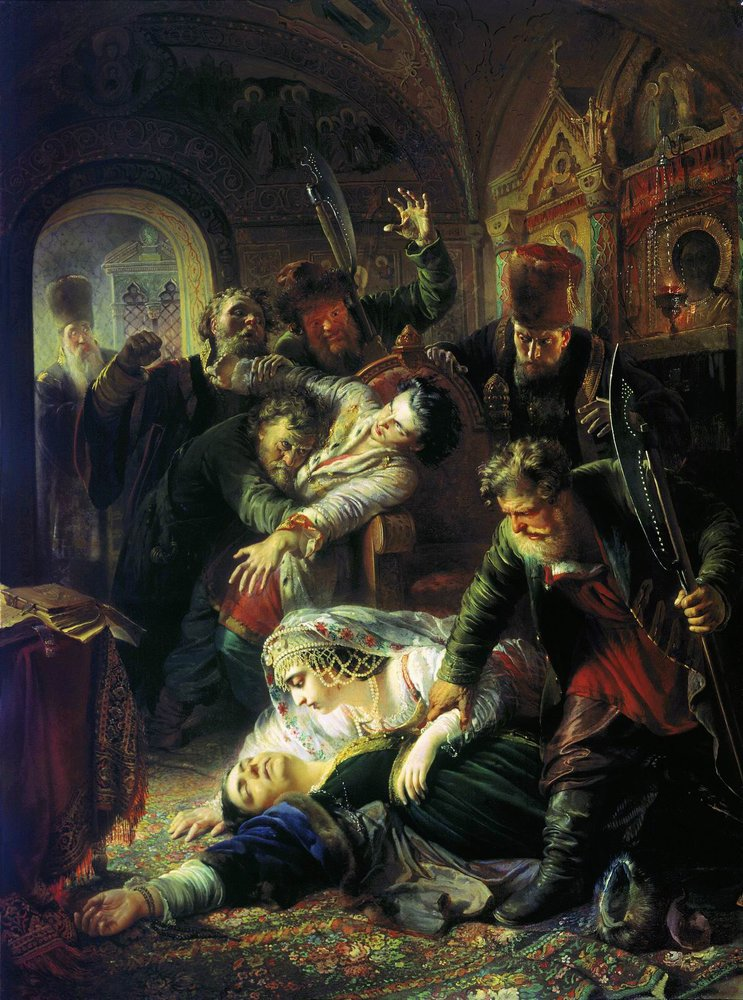
Vražda Fjodora Godunova a jeho matky. Obraz K.E. Makovského z roku 1862

Marie Skuratovová-Bělská (rusky Мария Григорьевна Скуратова-Бельская), (okolo r. 1552 — 20. červen 1605) byla jako manželka ruského cara Borise Godunova ruská carevna v letech 1598–1605.

## Život
V roce 1570 nebo 1571 Boris Godunov posílil svou pozici u dvora sňatkem s Marií, dcerou oblíbence cara Ivana Hrozného Maljata Skuratova. V roce 1582 porodila dceru Xenii a v roce 1589 syna Fjodora, pozdějšího cara Fjodora II. V roce 1598 se Boris Godunov stal carem a jeho manželka carevnou.
Po Borisově smrti 13. dubna 1605 byl její syn ve věku šestnácti let prohlášen carem. 1. června 1605 poslové nepravého cara, Lžidimitrije I., přibyli do Moskvy, aby ho svrhli; listy, které veřejně četli na Rudém náměstí, rozhodly o jeho Fjodorově osudu. Skupina bojarů, málo ochotných složit přísahu věrnosti novému carovi, se dostala do Kremlu a mladého cara uvěznili.
20. června byl Fjodor ve svých komnatách společně se svou matkou zardoušen. Jako oficiální příčina smrti se uváděla otrava, ale švédský historik Peter Petreius uvádí, že těla, která mohla být ohledána, nesla známky mocného škrcení. Těla Fjodora a Marie Godunovových byla — spolu se z hrobu vyvlečeným tělem Borise Godunova — pochována na příkaz Lžidimitrije bez jakýchkoli poct v druhořadém moskevském ženském Varsonofjevském klášteře, V roce 1606 podle nařízení cara Vasilije IV. Šujského byly ostatky rodiny Godunovových slavnostně přeneseny do Svatotrojického kláštera, kde spočívají dodnes.
Současníci (ruští i zahraniční), stejně jako mnozí historikové, považovali Fjodora, jeho matku i sestru za nevinné oběti bezmezné touhy po moci Borise Godunova, potrestaného tak Bohem za vraždu careviče Dimitrije, syna Ivana IV. Hrozného.